# Председател на Европейската комисия
Председателят на Европейската комисия възглавява изпълнителния орган на властта на Европейския съюз. Председателят контролира цялата изпълнителна власт, нейните членове и европейските граждански институции. Комисията предлага новите закони и разглежда тяхното прилагане на практика в Съюза (опирайки се на бюджета при приемането на решения). Комисията също представлява ЕС в такива организации като Световната търговска организация и Г-7.
Председателят формално се назначава от Съвета на Европейския съюз (на практика, Европейския съвет – държавните глави на държавите членки) през пет години, като кандидатурата му се одобрява от Европейския парламент. Председателят избира другите европейски комисари, заедно със страните-членки на ЕС. Преди приемането им, те са длъжни да бъдат изслушани пред Европарламента.
Към 2020 председател на Европейската комисия е Урсула фон дер Лайен, бивш министър на отбраната на Германия от 17 декември 2013 г. до 17 юли 2019 г., утвърдена на поста от Европарламента на 29 ноември 2019 г.

## Председатели на Европейската комисия
|     | Име                   | Страна         | Срок                  |
| --- | --------------------- | -------------- | --------------------- |
| 1.  | Валтер Халщайн        | Германия       | 1958 – 1967           |
| 2.  | Жан Рей               | Белгия         | 1967 – 1970           |
| 3.  | Франко Мария Малфати  | Италия         | 1970 – 1972           |
| 4.  | Сико Мансхолт         | Нидерландия    | 1972 – 1973           |
| 5.  | Франсоа-Ксавие Ортоли | Франция        | 1973 – 1977           |
| 6.  | Рой Дженкинс          | Великобритания | 1977 – 1981           |
| 7.  | Гастън Торн           | Люксембург     | 1981 – 1985           |
| 8.  | Жак Делор             | Франция        | 1985 – 1995           |
| 9.  | Жак Сантер            | Люксембург     | 1995 – 1999           |
| -   | Мануел Марин          | Испания        | март – септември 1999 |
| 10. | Романо Проди          | Италия         | 1999 – 2004           |
| 11. | Жозе Мануел Барозо    | Португалия     | 2004 – 2014           |
| 12. | Жан-Клод Юнкер        | Люксембург     | 2014 – 2019           |
| 13. | Урсула фон дер Лайен  | Германия       | 2019 – понастоящем    |